# Eurovision Song Contest 1985
Der 30. Eurovision Song Contest fand am 4. Mai 1985 im Scandinavium in Göteborg statt. Israel und Griechenland nahmen wieder teil. Jugoslawien und die Niederlande sagten ihre Teilnahme ab, daher waren nur 19 Nationen am Start. Zum ersten Mal in der Geschichte des Eurovision Song Contest verzichteten die Niederlande auf eine Teilnahme. Ein Lied auf Niederländisch wurde dennoch vorgetragen. Der belgische Beitrag Laat me nu gaan von Linda Lepomme war in niederländischer Sprache verfasst.

## Besonderheiten
Für Deutschland nahm die Gruppe Wind mit dem Titel Für alle teil, der auf dem 2. Platz landete. Kinder dieser Welt, das österreichische Lied von Gary Lux belegte Platz 8, Mariella Farré und Pino Gasparini holten mit Piano, piano den 12. Platz in die Schweiz.
Für Luxemburg traten Margo, Franck Olivier, Diane Solomon, Ireen Sheer, Malcolm Roberts und Chris Roberts mit dem Lied Children, Kinder, Enfants von Ralph Siegel und Bernd Meinunger an, welches aber nur dreizehnter wurde. Es war der bis heute einzige deutschsprachige ESC-Beitrag des Großherzogtums. Al Bano und Romina Power vertraten Italien schon einmal; mit Magic, oh Magic belegte das bekannte italienische Duo Platz 7.
Sensationell siegte Norwegen, das bis dato eher für seine chronisch schlechte Erfolgsbilanz berüchtigt war. Die Mitglieder des siegreichen Duos Bobbysocks – Hanne Krogh und Elisabeth Andreasson – waren sowohl davor als auch danach als Solistinnen und in diversen Formationen beim Wettbewerb vertreten.
Ein Moment dieses Eurovision Song Contest blieb besonders in Erinnerung. Als Moderatorin Lill Lindfors nach dem Pausenfüller wieder die Bühne betrat, schien sie zu taumeln, verlor den Unterteil ihres Kleides und stand im Slip da. Ein Raunen ging durch die Halle. Sie lächelte nur und öffnete ein paar Bänder an ihren Schultern und ließ lose Stoffteile herunter, so dass sie wieder in einem Abendkleid auf der Bühne stand. Dann sagte sie cool: „Nur eine Kleinigkeit, um Sie ein wenig aufzuwecken, denn jetzt geht es um die Punkte…“
Das Scandinavium in Göteborg fasste 12.000 Zuschauer – so viele waren noch nie als Zuschauer beim Wettbewerb anwesend wie in diesem Jahr.

## Teilnehmer

Teilnehmende Länder
Länder, die bereits an einem früheren ESC teilgenommen hatten, aber nicht im Jahr 1985

Zum ersten Mal in der Geschichte des Wettbewerbs sagte die Niederlande die Teilnahme freiwillig ab, da der Austragungstag sich mit dem Nationale Dodenherdenking überkreuzte. Im weiteren Verlauf der Wettbewerbsgeschichte trat dies nur 1991 nochmal auf. Jugoslawien hatte zwar schon das Duett "Pokora" (Buße) von Zorica Kondža und Josip Genda, für den Wettbewerb ausgewählt, zog dieses aber dann doch zurück, da der Tag der Ausrichtung des Wettbewerbes mit dem fünften Jahrestages des Todes von Tito zusammenfiel. Dagegen nahmen Griechenland und Israel wieder teil, so dass die Zahl der teilnehmenden Länder zum Vorjahr gleich blieb.

### Wiederkehrende Interpreten
| Land       | Interpreten                                                                                      | Vorherige(s) Teilnahmejahr(e)                                |
| ---------- | ------------------------------------------------------------------------------------------------ | ------------------------------------------------------------ |
| Dänemark   | Hot Eyes                                                                                         | 1984                                                         |
| Israel     | Izhar Cohen                                                                                      | 1978 (zusammen mit The Alphabeta)                            |
| Italien    | Al Bano & Romina Power                                                                           | 1976                                                         |
| Luxemburg  | Ireen Sheer (zusammen mit Margo, Franck Olivier, Diane Solomon, Malcolm Roberts & Chris Roberts) | 1974 • 1978 für BR Deutschland                               |
| Norwegen   | Hanne Krogh (als Mitglied der Bobbysocks)                                                        | 1971                                                         |
| Norwegen   | Elisabeth Andreassen (als Mitglied der Bobbysocks)                                               | 1982 für Schweden (als Mitglied der Chips)                   |
| Österreich | Gary Lux                                                                                         | 1983 (als Mitglied von Westend)                              |
| Österreich | Gary Lux                                                                                         | Begleitung: 1984                                             |
| Österreich | Rhonda Heath (Begleitung)                                                                        | 1977 für BR Deutschland (als Mitglied von Silver Convention) |
| Schweden   | Kikki Danielsson                                                                                 | 1982 (als Mitglied der Chips)                                |
| Schweiz    | Pino Gasparini (Duett mit Mariella Farré)                                                        | 1977 (als Mitglied der Pepe Lienhard Band)                   |
| Schweiz    | Mariella Farré (Duett mit Pino Gasparini)                                                        | 1983                                                         |
| Zypern     | Lia Vissi                                                                                        | Begleitung: 1982 •• 1979 für Griechenland                    |

### Dirigenten
Jedes Lied wurde mit Live-Musik begleitet bzw. kam Live-Musik zum Einsatz – es war das einzige Jahr, wo ein Dirigent die Lieder von mehreren Ländern leitete, der nicht der musikalische Leiter des Gastgebers war – folgende Dirigenten leiteten das Orchester bei dem jeweiligen Land:
- Irland – Noel Kelehan
- Finnland – Ossi Runne
- Zypern – Haris Andreadis
- Dänemark – Wolfgang Käfer
- Spanien – Juan Carlos Calderón
- Frankreich – Michel Bernholc
- Türkei – Garo Mafyan
- Belgien – Curt-Eric Holmquist
- Portugal – José Calvário
- BR Deutschland – Rainer Pietsch
- Israel – Kobi Oshrat
- Italien – Fiorenzo Zanotti
- Norwegen – Terje Fjærn
- Vereinigtes Königreich – John Coleman
- Schweiz – Anita Kerr
- Schweden – Curt-Eric Holmquist
- Österreich – Richard Oesterreicher
- Luxemburg – Norbert Daum
- Griechenland – Haris Andreadis

## Abstimmungsverfahren
In jedem Land gab es eine elfköpfige Jury, die zunächst die zehn besten Lieder intern ermittelten. Danach vergaben die einzelnen Jurys 12, 10, 8, 7, 6, 5, 4, 3, 2 Punkte und 1 Punkt an diese zehn besten Lieder.

## Platzierungen
| Platz | Startnr. | Land                   | Interpret                                                                  | Lied Musik (M) und Text (T)                                               | Sprache        | Übersetzung (Inoffiziell)                                       | Punkte |
| ----- | -------- | ---------------------- | -------------------------------------------------------------------------- | ------------------------------------------------------------------------- | -------------- | --------------------------------------------------------------- | ------ |
| 01.   | 13       | Norwegen               | Bobbysocks                                                                 | La det swinge M/T: Rolf Løvland                                           | Norwegisch     | Laß es swingen                                                  | 123    |
| 02.   | 10       | BR Deutschland         | Wind                                                                       | Für alle M/T: Hanne Haller                                                | Deutsch        | –                                                               | 105    |
| 03.   | 16       | Schweden               | Kikki Danielsson                                                           | Bra vibrationer M: Lasse Holm; T: Ingela 'Pling' Forsman                  | Schwedisch     | Gute Schwingungen (Sinngemäß: Ein angenehmes Prickeln)          | 103    |
| 04.   | 14       | Vereinigtes Königreich | Vikki                                                                      | Love Is … M/T: James Kaleth, Vikki Watson                                 | Englisch       | Liebe ist …                                                     | 100    |
| 05.   | 11       | Israel                 | Izhar Cohen יזהר כהן                                                       | Olé, olé (עולה, עולה) M: Kobi Oshrat; T: Hamutal Ben Ze'ev                | Hebräisch      | (Hier als aufmunternder Zuruf)                                  | 093    |
| 06.   | 01       | Irland                 | Maria Christian                                                            | Wait Until the Weekend Comes M/T: Brendan J. Graham                       | Englisch       | Warte, bis das Wochenende kommt                                 | 091    |
| 07.   | 12       | Italien                | Al Bano & Romina Power                                                     | Magic, oh Magic M: Dario Farina, Michael Hoffmann; T: Cristiano Minellono | Italienisch a  | Zauberhaft, o zauberhaft                                        | 078    |
| 08.   | 17       | Österreich             | Gary Lux                                                                   | Kinder dieser Welt M: Mick Jackson, Geoff Bastow; T: Michael Kunze        | Deutsch        | –                                                               | 060    |
| 09.   | 02       | Finnland               | Sonja Lumme                                                                | Eläköön elämä M: Petri Laaksonen; T: Veli-Pekka Lehto                     | Finnisch       | Hoch lebe das Leben                                             | 058    |
| 10.   | 06       | Frankreich             | Roger Bens                                                                 | Femme dans ses rêves aussi M/T: Didier Pascalis                           | Französisch    | Frau auch in ihren Träumen                                      | 056    |
| 11.   | 04       | Dänemark               | Hot Eyes                                                                   | Sku’ du spørg’ fra no’en? M: Søren Bundgaard; T: Keld Heick               | Dänisch        | Sinngemäß: Was geht dich das an?                                | 041    |
| 12.   | 15       | Schweiz                | Mariella Farré und Pino Gasparini                                          | Piano, piano M: Anita Kerr, T: Trudy Müller-Bosshard                      | Deutsch        | Sachte, sachte (Im Sinne von: Nicht so schnell)                 | 039    |
| 13.   | 18       | Luxemburg              | Margo, Franck Olivier, Diane Solomon, Ireen Sheer, Chris & Malcolm Roberts | Children, Kinder, Enfants M Ralph Siegel; T: Jean Beriat, Bernd Meinunger | Französisch b  | Kinder, Kinder, Kinder                                          | 037    |
| 14.   | 07       | Türkei                 | MFÖ                                                                        | Didai didai dai M/T: Mazhar Alanson, Özkan Uğur, Fuat Güner               | Türkisch       | (Erfundene Worte als Ausdruck der guten Laune eines Verliebten) | 036    |
| 15.   | 05       | Spanien                | Paloma San Basilio                                                         | La fiesta terminó M/T: Juan Carlos Calderón                               | Spanisch       | Das Fest ist vorbei                                             | 036    |
| 16.   | 19       | Griechenland           | Takis Biniaris Τάκης Μπινιάρης                                             | Miazoume (Μοιάζουμε) M: Takis Biniaris; T: Maro Bizani                    | Griechisch     | Wir sind uns ähnlich                                            | 015    |
| 17.   | 03       | Zypern                 | Lia Vissi Λία Βίσση                                                        | To katalava arga (Το κατάλαβα αργά) M/T: Lia Vissi                        | Griechisch     | Ich verstand zu spät                                            | 015    |
| 18.   | 09       | Portugal               | Adelaide                                                                   | Penso em ti, eu sei M: Tózé Brito; T: Adelaïde Ferreira, Luis Fernando    | Portugiesisch  | Ich denke an dich, ich weiß                                     | 009    |
| 19.   | 08       | Belgien                | Linda Lepomme                                                              | Laat me nu gaan M: Pieter Verlinden; T: Bert Vivier                       | Niederländisch | Lass mich nun gehen                                             | 007    |

## Punktevergabe
| Land | Abstimmungsergebnisse | Abstimmungsergebnisse | Abstimmungsergebnisse | Abstimmungsergebnisse | Abstimmungsergebnisse | Abstimmungsergebnisse | Abstimmungsergebnisse | Abstimmungsergebnisse | Abstimmungsergebnisse | Abstimmungsergebnisse | Abstimmungsergebnisse | Abstimmungsergebnisse | Abstimmungsergebnisse | Abstimmungsergebnisse | Abstimmungsergebnisse | Abstimmungsergebnisse | Abstimmungsergebnisse | Abstimmungsergebnisse | Abstimmungsergebnisse | Abstimmungsergebnisse | Abstimmungsergebnisse |
| Land | Punkte                | IE                    | FI                    | CY                    | DK                    | ES                    | FR                    | TR                    | BE                    | PT                    | DE                    | IL                    | IT                    | NO                    | UK                    | CH                    | SE                    | AT                    | LU                    | GR                    | Votings               |
| --- | --------------------- | --------------------- | --------------------- | --------------------- | --------------------- | --------------------- | --------------------- | --------------------- | --------------------- | --------------------- | --------------------- | --------------------- | --------------------- | --------------------- | --------------------- | --------------------- | --------------------- | --------------------- | --------------------- | --------------------- | --------------------- |
| Irland | 091                   |                       | 1                     | 7                     | 3                     | 4                     | 3                     | 5                     | 8                     | 8                     | 4                     | 8                     | 12                    | 3                     | 3                     | 5                     | 7                     | 10                    | –                     | –                     | 16                    |
| Finnland | 058                   | 6                     |                       | 6                     | –                     | 6                     | –                     | 3                     | –                     | –                     | –                     | 1                     | 7                     | –                     | 7                     | 2                     | 10                    | –                     | –                     | 10                    | 10                    |
| Zypern | 015                   | 1                     | –                     |                       | –                     | –                     | –                     | –                     | –                     | –                     | –                     | –                     | 3                     | –                     | –                     | 3                     | –                     | –                     | –                     | 8                     | 04                    |
| Dänemark | 041                   | –                     | –                     | 3                     |                       | –                     | 10                    | –                     | 3                     | 1                     | 6                     | –                     | 2                     | 6                     | –                     | –                     | 5                     | 5                     | –                     | –                     | 08                    |
| Spanien | 036                   | 2                     | 8                     | 1                     | –                     |                       | –                     | 12                    | –                     | 2                     | –                     | –                     | –                     | –                     | 4                     | –                     | –                     | –                     | 1                     | 6                     | 08                    |
| Frankreich | 056                   | –                     | 5                     | 4                     | –                     | –                     |                       | 1                     | –                     | 3                     | –                     | 3                     | 10                    | –                     | 2                     | 4                     | 6                     | 3                     | 3                     | 12                    | 12                    |
| Türkei | 036                   | 7                     | 2                     | –                     | –                     | 3                     | –                     |                       | 1                     | –                     | 2                     | –                     | –                     | 1                     | 8                     | 12                    | –                     | –                     | –                     | –                     | 08                    |
| Belgien | 007                   | –                     | –                     | –                     | –                     | –                     | –                     | 7                     |                       | –                     | –                     | –                     | –                     | –                     | –                     | –                     | –                     | –                     | –                     | –                     | 01                    |
| Portugal | 009                   | –                     | –                     | –                     | –                     | –                     | –                     | 2                     | –                     |                       | –                     | –                     | –                     | –                     | –                     | –                     | –                     | –                     | –                     | 7                     | 02                    |
| Deutschland | 105                   | 4                     | 10                    | 12                    | 10                    | 10                    | 8                     | –                     | 10                    | 7                     |                       | 7                     | –                     | 8                     | 1                     | –                     | 8                     | –                     | 10                    | –                     | 13                    |
| Israel | 093                   | 8                     | –                     | 5                     | 4                     | 8                     | 12                    | –                     | –                     | 5                     | 7                     |                       | 5                     | 10                    | 5                     | 7                     | 2                     | 7                     | 6                     | 2                     | 15                    |
| Italien | 078                   | –                     | 6                     | 10                    | 1                     | 12                    | 5                     | 8                     | 2                     | 12                    | –                     | 4                     |                       | –                     | –                     | –                     | –                     | 6                     | 12                    | –                     | 11                    |
| Norwegen | 123                   | 12                    | 4                     | –                     | 12                    | 1                     | 2                     | –                     | 12                    | –                     | 12                    | 12                    | 6                     |                       | 12                    | 6                     | 12                    | 12                    | 7                     | 1                     | 16                    |
| Vereinigtes Königreich                                                                                                 | 100                   | 5                     | 7                     | –                     | 5                     | 5                     | 6                     | 10                    | 6                     | 6                     | 5                     | 2                     | 8                     | 7                     |                       | 10                    | 4                     | 2                     | 8                     | 4                     | 17                    |
| Schweiz | 039                   | –                     | 3                     | 2                     | 6                     | –                     | –                     | 6                     | 5                     | 4                     | 1                     | –                     | –                     | 5                     | –                     |                       | 1                     | 1                     | 2                     | 3                     | 12                    |
| Schweden | 103                   | 10                    | 12                    | –                     | 8                     | 2                     | 7                     | 4                     | 7                     | –                     | 8                     | 6                     | 4                     | 12                    | 6                     | 8                     |                       | 4                     | 5                     | –                     | 15                    |
| Österreich | 060                   | 3                     | –                     | –                     | 7                     | –                     | 1                     | –                     | 4                     | –                     | 10                    | 10                    | –                     | 2                     | 10                    | 1                     | 3                     |                       | 4                     | 5                     | 12                    |
| Luxemburg | 037                   | –                     | –                     | –                     | 2                     | –                     | 4                     | –                     | –                     | 10                    | 3                     | 5                     | 1                     | 4                     | –                     | –                     | –                     | 8                     |                       | –                     | 08                    |
| Griechenland | 015                   | –                     | –                     | 8                     | –                     | 7                     | –                     | –                     | –                     | –                     | –                     | –                     | –                     | –                     | –                     | –                     | –                     | –                     | –                     |                       | 02                    |
| Die Tabelle ist senkrecht nach der Auftrittsreihenfolge geordnet, waagerecht nach der chronologischen Punkteverlesung. |                       |                       |                       |                       |                       |                       |                       |                       |                       |                       |                       |                       |                       |                       |                       |                       |                       |                       |                       |                       |                       |

### Statistik der Zwölf-Punkte-Vergabe
| Anzahl | Land        | erhalten von                                                                                 |
| ------ | ----------- | -------------------------------------------------------------------------------------------- |
| 8      | Norwegen    | Belgien, Dänemark, Deutschland, Irland, Israel, Österreich, Schweden, Vereinigtes Königreich |
| 3      | Italien     | Luxemburg, Portugal, Spanien                                                                 |
| 2      | Schweden    | Finnland, Norwegen                                                                           |
| 1      | Deutschland | Zypern                                                                                       |
| 1      | Frankreich  | Griechenland                                                                                 |
| 1      | Irland      | Italien                                                                                      |
| 1      | Israel      | Frankreich                                                                                   |
| 1      | Spanien     | Türkei                                                                                       |
| 1      | Türkei      | Schweiz                                                                                      |